# Vatica coriacea
Vatica coriacea là một loài thực vật thuộc họ Dipterocarpaceae. Loài này có ở Brunei và Malaysia.